# Kurt Brüggemann (Musiker)
Kurt Brüggemann (* 30. März 1908 in Berlin; † 13. Januar 2002) war ein deutscher Komponist, Dirigent und Musikpädagoge.

## Leben
Kurt Brüggemann war der Sohn des Kirchen- und Theatermalers Hermann Brüggemann. Seine Vorfahren waren überwiegend Kunsthandwerker. Unter ihnen ragt Hans Brüggemann (um 1480 – um 1540) hervor, der Schöpfer des Bordesholmer Altares im Dom zu Schleswig. So war auch Kurt Brüggemann nach Begabung und Familientradition zum Maler bestimmt. Er begann aber bereits mit 11 Jahren zu komponieren. 16 Jahre war er alt, als sein erstes Bühnenwerk, ein Märchen-Singspiel nach Hans Christian Andersen, öffentlich aufgeführt wurde. Dank eines Stipendiums konnte er an der Berliner Universität und Musikhochschule sowie an der Preußischen Akademie der Künste ein breitgefächertes Studium absolvieren.
Nach der Uraufführung seines Liederkreises Die ferne Flöte (Verse von Li Tai Pe in der Übersetzung von Klabund) im Jahre 1932 folgt seine Berufung als Komponist und Dirigent an den Berliner Rundfunk (Deutschlandsender). Seine Ernte-Kantate Der goldene Grund wurde mit dem Ersten Staatspreis für Komposition ausgezeichnet. Es folgten Uraufführungen von Schulopern wie De Fischer und syne Fru und Das kalte Herz nach Wilhelm Hauff. Zudem erhielt Brüggemann nach seinem wissenschaftlichen und kunstausgerichteten Staatsexamen eine Dozentur an der Staatlichen Hochschule für Musikerziehung und Kirchenmusik Berlin.
1957 heiratete der Komponist die Malerin und Grafikerin Waltraute Macke-Brüggemann. Nach dem Zweiten. Weltkrieg lehrte Brüggemann zeitweilig am Liceo De Santis Gaetano in Rom, sowie später an der Wilson University (USA). Zugleich wirkte er als Komponist und Dirigent bei in- und ausländischen Rundfunkstationen.

## Werk
Die Mehrzahl seiner Werke entstanden im Auftrag für Bühnen, Symphonieorchester, Kammermusik-Vereinigungen und namhafte Solisten. Vergleichbar mit Komponisten seiner Epoche wie Zoltán Kodály, Béla Bartók, Claude Debussy, Maurice Ravel und Benjamin Britten widmete auch Kurt Brüggemann einen wesentlichen Teil seines Schaffens der musikalischen Jugend. 1953 gründete er den Kinderchor des Bayerischen Rundfunks in München. Für diesen und seine jungen Solisten schrieb er zahlreiche Singspiele. Auf ausgedehnten Auslandsreisen legte er die beispielhafte Sammlung „Volks- und Kinderlieder aus Europa“ an (34 Hefte, erschienen im Fidula-Musikverlag). In Anerkennung seines völkerverbindenden Wirkens und Schaffens wurde Kurt Brüggemann 1976 vom Römischen Gran Maestro Vicario in den St. Georg-Ritterorden aufgenommen. Zur 200-Jahr-Feier der Erklärung der Menschenrechte in den Vereinigten Staaten lud ihn der amerikanische Präsident Gerald Ford nach Washington ein. 1998 erschienen bei dem Münchner Musik-Label „K-Classic“ bedeutende, von Solisten des Symphonieorchesters des Bayerischen Rundfunks eingespielte historische Kammermusik-Aufnahmen.